# Mouvement démocratique pour le changement (Israël)
Pour les articles homonymes, voir Mouvement démocratique pour le changement.

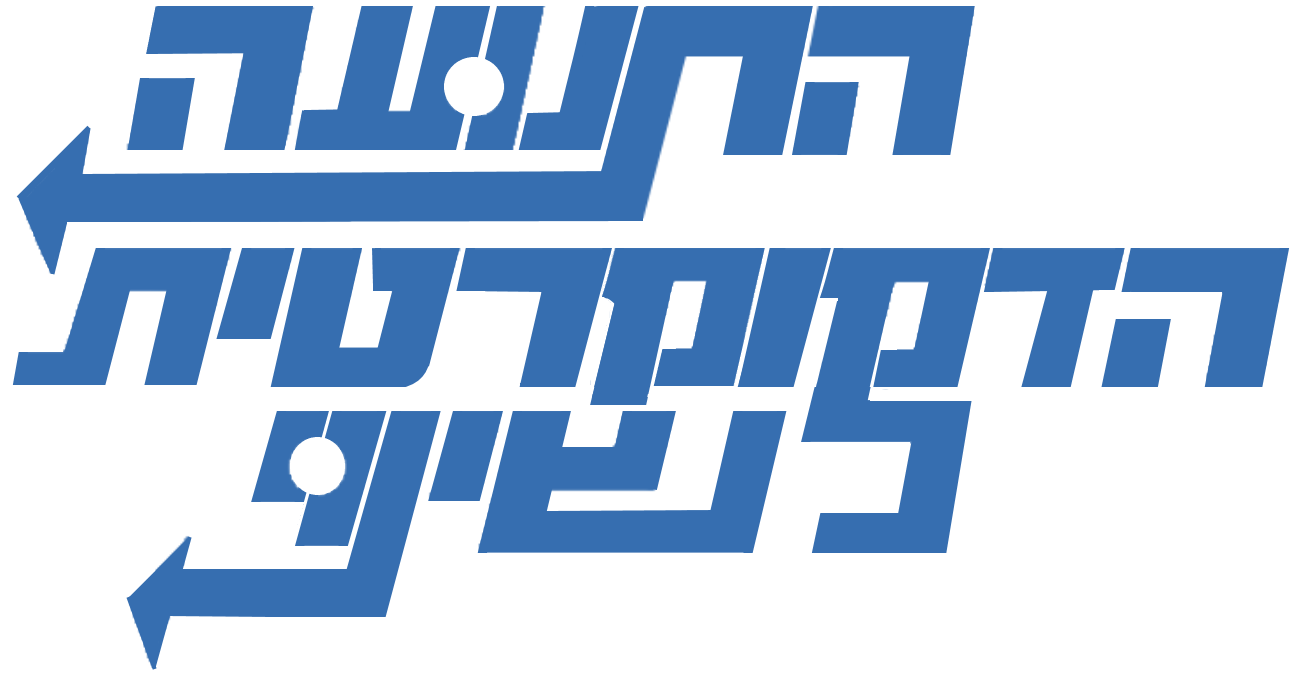
Logo de Dash

Le Mouvement démocratique pour le changement (hébreu : תנועה דמוקרטית לשינוי, Tnu'a Demokratit LeShinui), communément désigné par son acronyme en hébreu Dash (hébreu : ד"ש) était un parti israélien centriste éphémère et initialement très populaire. Formé en 1976 par de nombreux membres de la société civile connus, il a cessé d'exister en moins de deux ans malgré une percée spectaculaire dans la vie politique.

## Histoire
Le Dash fut fondé le 2 novembre 1976 par la fusion de plusieurs mouvements libéraux (dont le Shinouï), avec la participation de plusieurs figures publiques telles que Yigael Yadin, Amnon Rubinstein, Shmuel Tamir, Meir Amit, Meir Zorea ainsi que d'autres dirigeants économiques et académiques, ainsi que d'Arabes israéliens. 
La formation du parti résultat de l'insatisfaction croissante vis-à-vis des partis dominants, particulièrement vis-à-vis de l'Alignement au pouvoir depuis l'indépendance de 1948 (si on inclut ses prédécesseurs). À partir de la Guerre du Kippour, les scandales qui touchèrent ce dernier furent nombreux au milieu des années 1970, comme :
- le suicide du ministre du Logement, Avraham Ofer, après qu'une enquête de police ait débuté après les allégations d'usages illégaux des fonds de son parti par lui.
- le jugement de culpabilité pour l'accusation de corruption passive d'Asher Yadlin, gouverneur nommé de la Banque d'Israël, qui écopa de cinq ans de prison.
- la découverte d'un compte bancaire à l'étranger de Leah Rabin, femme du Premier ministre Yitzhak Rabin, alors pratique illégale (affaire du compte en dollars).

À l'origine, le parti s'appelait Démocrates-Shinouï (en hébreu : דמוקרטים-שינוי, Democratim-Shinui), mais ce nom fut rapidement modifié en  Mouvement démocratique pour le changement, et, comme c'est le cas pour de nombreux partis israéliens, fut plus connu par son acronyme, Dash. Le nouveau parti capta l'attention de la population, 37 000 personnes y adhérant dans les semaines suivant sa fondation. Il fut également pionnier dans l'utilisation des primaires dans la construction de sa liste électorale, afin d'affirmer son identité démocrate et d'empêcher le copinage. Auparavant dans le pays, les listes étaient établies par les comités des partis, mais depuis la fin des années 1970, la plupart des partis israéliens (à l'exception des partis haredim, le Shass et le Yahadut Hatorah) ont suivi l'exemple du Dash et ont adopté le système des primaires.
Le Dash réussit étonnamment bien lors de son premier test électoral, obtenant 15 des 120 sièges à la Knesset, la meilleure performance d'un troisième parti depuis les élections législatives de 1961. Il se plaçait derrière le Likoud de Menahem Begin et l'Alignement, qui avait chuté de 51 à 32 sièges. Cependant, Menahem Begin était toujours en position de former une coalition restreinte de droite de 61 sièges avec le Shlomtzion (parti d'Ariel Sharon), le Parti national religieux et l'Agoudat Israël.
Le parti fut invité à rejoindre la coalition en novembre 1977, cinq mois après le début de la session parlementaire. Le parti obtint plusieurs portefeuilles ministériels : les ministères des Transports et des Communications pour Meir Amit, celui de la Justice pour Shmuel Tamir et un poste de vice-Premier ministre pour Yigaël Yadin.
Cependant, le fait que le parti ne contrôle pas l'équilibre du pouvoir conduisit à des désaccords internes sur son rôle. Le parti commença à se déliter, éclatant finalement le 14 septembre 1978, 7 représentants à la Knesset reformant le Shinouï, 7 autres créant le Mouvement démocrate et Assaf Yaguri créant le Ya'ad. Le Shinouï (y compris Meir Amit) et le Ya'ad quittèrent la coalition, alors que le Mouvement démocrate, dont faisaient partie Shmuel Tamir et Yigaël Yadin, resta au sein du gouvernement.
Néanmoins, même les nouveaux partis étaient instables, le Mouvement démocratique s'effondrant. En 1980, trois de ses sept représentants firent sécession pour former l'Ahva, et Mordechai Elgrably quitta le parti pour siéger comme indépendant (il rejoignit par la suite Égalité en Israël - Panthers pour former le parti Unité). Quatre mois avant les élections de 1981, le parti s'effondra, Shmuel Tamir, Yigaël Yadin et Binyamin Halevi siégeant comme indépendants jusqu'à la fin de la session parlementaire. Shmuel Tamir perdit son portefeuille ministériel en 1980, Yigaël Yadin conservant son poste. L'Ahva suivit le schéma de division, perdant deux de ses trois représentants avant la fin de la session parlementaire.
D'autres modifications se produisirent lorsque deux représentants du Shinouï quittèrent l'Alignement.

## Représentants à la Knesset
| Knesset (Nombre d'élus) | Représentants |
| ----------------------- | --- |
| 9e (1977-1981) (15)     | Meir Amit, Shafik Asaad, Zeidan Atashi, Mordechai Elgrably, David Golomb, Binyamin Halevi, Akiva Nof, Amnon Rubinstein, Shmuel Tamir, Shmuel Toledano, Mordechai Virshubski, Stef Wertheimer, Yigael Yadin, Assaf Yaguri, Meir Zorea (remplacé par Shlomo Eliyahu) |